# Basilometra boschmai
Basilometra boschmai is een haarster uit de familie Colobometridae.
De wetenschappelijke naam van de soort werd in 1936 gepubliceerd door Austin Hobart Clark.